# Nakanihon Airlines
Pour les articles homonymes, voir NAL et ALS.

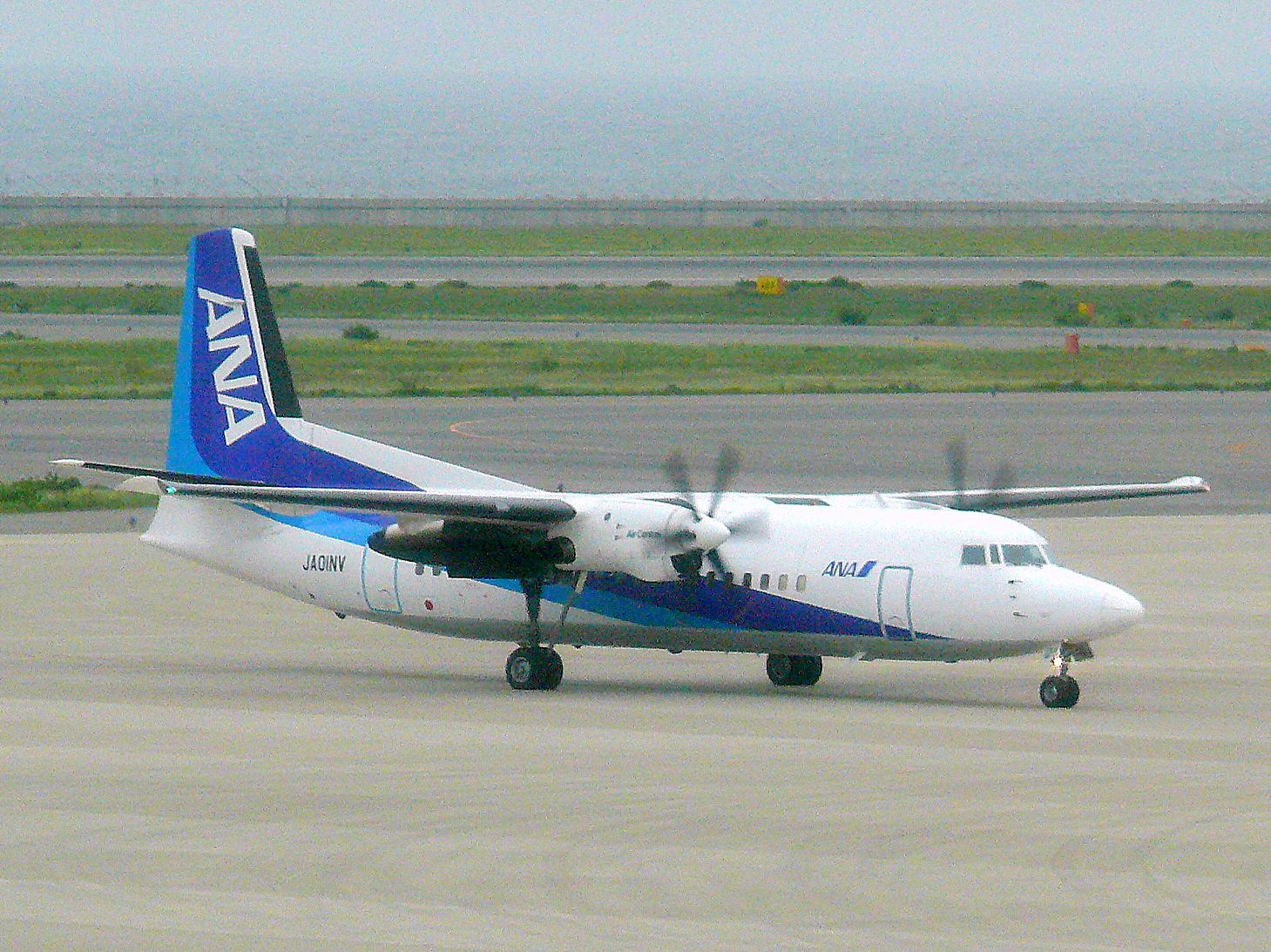
Fokker 50 de la compagnie Air Central arrivant à l'aéroport international de Chubu (Japon).

Nakanihon Airlines Co. (en japonais : 中日本エアライン, nakanihon earain, souvent abrégé en NAL, son code OACI) est une compagnie aérienne japonaise,
code AITA : NV,

code OACI : ALS.
Nakanihon signifie Japon central, parce que NAL a été créée en 1988 à Nagoya (NGO) dans le Chūbu (ou Japon central).
Elle exploite une flotte uniquement composée de Fokker 50 à partir de Nagoya à destination du Japon. Mais elle fournit également des vols charters en tant que membre de l'alliance avec ANA All Nippon Airways.